# Stygia gerassimoiri
Stygia gerassimoiri is een vlinder uit de familie van de houtboorders (Cossidae). De wetenschappelijke naam van de soort is voor het eerst geldig gepubliceerd in 1923 door Kozhanchikov.